# 白鳥浩
白鳥 浩（しらとり ひろし、1968年 - ）は、日本の政治学者。法政大学社会学部教授、Yahoo!ニュース公式コメンテーター、法政大学大学院政策科学研究所所長、日本政治総合研究所運営委員、日本政治法律学会理事長。専門は政治学と現代政治分析論。

## 経歴
政治学者の白鳥令の長男として生まれる。
早稲田大学政治経済学部政治学科卒業、早稲田大学大学院政治学研究科博士課程修了。
日本学術振興会特別研究員（政治学）、長崎県立大学専任講師、静岡大学・静岡大学大学院人文社会科学科研究科助教授、法政大学社会学部社会政策科学科・法政大学大学院政策科学研究科助教授を経て、法政大学社会学部・法政大学大学院公共政策研究科教授となる。
2021年よりYahoo!ニュース公式コメンテーターとして活動している。2024年8月現在で総コメント数は4,700件を超える（単純計算で毎日約5件ペース）などエキスパートとして国内外幅広い話題に多数のコメントを投稿しており、Yahoo!ニュース公式コメンテーターとしての側面も知られる。時には抽象的かつ概念的な内容に終始するコメントもしばしば見受けられ、全ての文の語尾が「かもしれない」で終わるコメントを投稿することもあった。2023年の広告会社による調査では、Yahoo!ニュース エキスパートのコメント投稿数ランキングにおいて1位となった。調査時点の白鳥のコメント数は3,328件で、2位の2,072件や3位の1,734件に大差をつけており、突出して多くのコメントを投稿しているエキスパートである。なお同調査におけるYahoo!ニュース一般利用者からの「参考になった」票の獲得数ランキングでは5位であった。

## 研究
- スタイン・ロッカンの理論を基に日本政治、欧州統合の研究を行った。

- 日本政治については、ロッカンの政党システムの凍結仮説を基に55年体制を凍結期、その後の政界再編期を解凍期と分析した。

## 職歴
- 日本学術振興会 特別研究員
- 長崎県立大学 専任講師
- 静岡大学・静岡大学大学院人文社会科学科研究科 助教授
- 法政大学社会学部社会政策科学科・法政大学大学院政策研究科 助教授
- オスロ大学政治学研究所 客員研究員
- マンハイム大学欧州社会研究センター 公費招聘客員教授

## 出演
- ビデオニュース・ドットコム（2024年6月22日）[13]

## 著書

### 単著
- 『市民・選挙・政党・国家　シュタイン・ロッカンの政治理論』（東海大学出版会、2002年）
- 『都市対地方の政治学　日本政治の構造変動』（芦書房、2004年）
- 『現代欧州統合の構造　「新しいローマ帝国」と国民国家』（芦書房、2008年）
- 『都市対地方の日本政治　現代政治の構造変動』（芦書房、2009年）

　　　※『都市対地方の政治学』の改題、増補、改訂版

### 編著
- 『政権交代選挙の政治学　地方から変わる日本政治』（ミネルヴァ書房、2010年）
- 『衆参ねじれ選挙の政治学　政権交代下の2010年参院選』（ミネルヴァ書房、2011年）
- 『統一地方選挙の政治学   2012年東日本大震災と地域政党の挑戦』  (ミネルヴァ書房、2013年)
- 『二〇一二年衆院選 政権奪還選挙   民主党はなぜ破れたのか』シリーズ・日本の選挙1  (ミネルヴァ書房、2016年)
- 『二〇一三年参院選 アベノミクス選挙  「衆参ねじれ」はいかに解消されたか』 シリーズ・日本の選挙2  (ミネルヴァ書房、2016年)
- 『二〇二一年衆院選: コロナ禍での模索と「野党共闘」の限界 』(法律文化社、2022年)